# Kênh đào Panamá

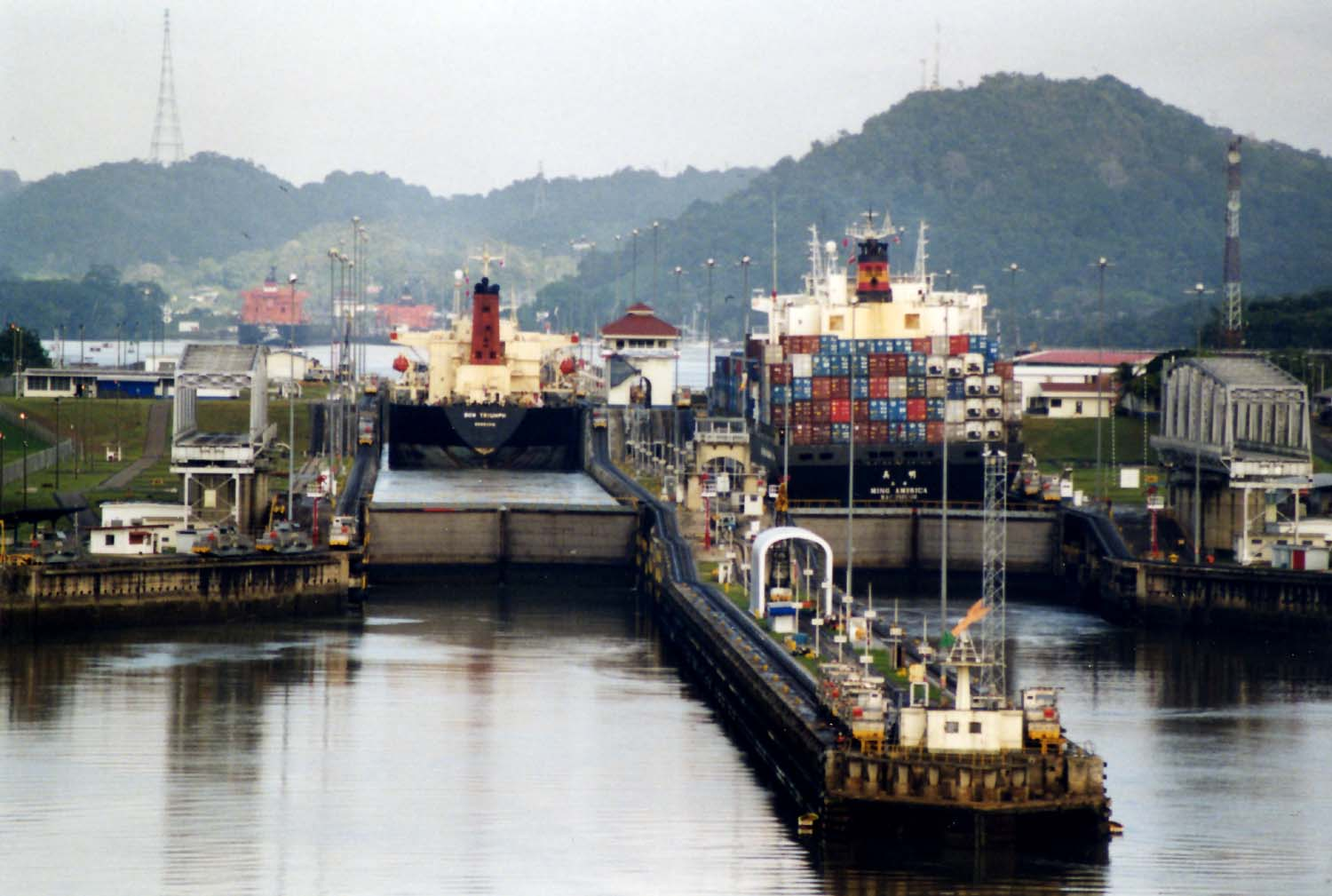
Hai Panamax đi qua âu thuyền Miraflores.

Kênh đào Panama (tiếng Tây Ban Nha: Canal de Panamá) là một tuyến đường thủy nhân tạo dài 82 km ở Panama nối Đại Tây Dương với Thái Bình Dương và phân chia Bắc và Nam Mỹ. Kênh đào cắt ngang eo đất Panama và là đường dẫn cho thương mại hàng hải. Một trong những dự án kỹ thuật lớn nhất và khó nhất từng được thực hiện, kênh đào Panama giúp giảm đáng kể thời gian tàu thuyền đi lại giữa Đại Tây Dương và Thái Bình Dương, cho phép chúng tránh được tuyến đường Cape Horn dài và nguy hiểm quanh cực nam của Nam Mỹ qua Drake Passage hoặc eo biển Magellan và tuyến đường thậm chí còn ít phổ biến hơn qua Quần đảo Bắc Cực và eo biển Bering.
Colombia, Pháp và sau này là Hoa Kỳ kiểm soát vùng lãnh thổ bao quanh kênh đào trong quá trình xây dựng. Pháp bắt đầu xây dựng kênh này vào năm 1881, nhưng đã dừng lại vì thiếu sự tin tưởng của các nhà đầu tư do các vấn đề kỹ thuật và tỷ lệ tử vong của công nhân cao. Hoa Kỳ tiếp quản dự án vào ngày 4 tháng 5 năm 1904 và mở kênh vào ngày 15 tháng 8 năm 1914. Hoa Kỳ tiếp tục kiểm soát kênh đào và xung quanh Khu vực Kênh đào Panama cho đến khi các Hiệp ước Torrijos – Carter 1977 được tạo ra để bàn giao kênh cho Panama. Sau một thời gian do Mỹ và Panama cùng kiểm soát, kênh đào đã được chính phủ Panama tiếp quản vào năm 1999. Hiện nó được quản lý và vận hành bởi Cơ quan quản lý kênh đào Panama thuộc sở hữu của chính phủ.
Các âu thuyền ở mỗi đầu nâng tàu lên Hồ Gatun, một hồ nhân tạo được tạo ra để giảm khối lượng công việc đào cần thiết cho kênh, 26 m trên mực nước biển  và sau đó hạ thấp các tàu ở đầu kia. Ổ khóa ban đầu rộng 33,5 m (110 ft). Một làn đường thứ ba, rộng hơn các âu thuyền được xây dựng từ tháng 9 năm 2007 đến tháng 5 năm 2016. Tuyến đường thủy mở rộng bắt đầu hoạt động thương mại vào ngày 26 tháng 6 năm 2016. Các âu thuyền mới cho phép vận chuyển các tàu Panamax Mới lớn hơn. Lưu lượng hàng năm đã tăng từ khoảng 1.000 tàu vào năm 1914, khi kênh đào mở cửa, lên 14.702 tàu vào năm 2008. Đến năm 2012, hơn 815.000 lượt tàu thuyền đã đi qua kênh đào. Trong năm 2017, các tàu phải mất trung bình 11,38 giờ để đi qua giữa hai âu thuyền của kênh đào. Hiệp hội Kỹ sư Xây dựng Hoa Kỳ đã xếp kênh đào Panama là một trong bảy kỳ quan của thế giới hiện đại.

## Sơ đồ bố trí
Kênh đào này gồm có 17 Âu tàu, cùng hai hồ nhân tạo. Một hồ nhân tạo bổ sung, hồ Alajuela, có vai trò làm hồ chứa nước cho kênh đào. Sơ đồ bố trí của kênh đào được xem xét trong quá cảnh tàu thuyền từ Thái Bình Dương tới Đại Tây Dương là như sau:

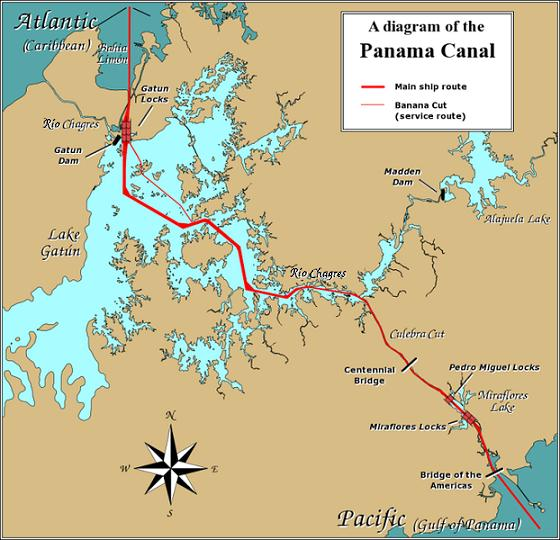
Giản đồ kênh đào Panama, minh họa chuỗi các âu thuyền và hành lang

Do đặc điểm địa lý của khu vực nên hướng chính của cung đường là đông nam-tây bắc, trong khi hướng toàn thể là từ Thái Bình Dương sang Đại Tây Dương là tây-đông.
- Từ lối vào phao nổi của kênh đào tại vịnh Panama, tàu thuyền đi qua 13,2 km (8,2 dặm) tới âu thuyền Miraflores, vượt qua phía dưới cầu Americas.
- Hệ thống âu thuyền hai tầng Miraflores, bao gồm cả lối vào sát tường, dài 1,7 km (1,1 dặm), với tổng độ nâng là 16,5 m (54 ft) khi thủy triều trung bình.
- Hồ nhân tạo Miraflores là giai đoạn tiếp theo, dài 1,7 km (1,0 dặm), và nằm ở độ cao 16,5 m (54 ft) trên mực nước biển.
- Âu thuyền Pedro Miguel một tầng, dài 1,4 km (0, 8 dặm), là phần nâng lên cuối cùng với độ nâng 9,5 m (31 ft)lên tới mức chính của kênh đào.
- Đường xẻ Gaillard cắt 12, 6 km (7,8 dặm) thông qua đường phân chia lục địa tại cao độ 26 m (85 ft) và vượt qua phía dưới cầu Centenario.
- Sông Chagres (Río Chagres), một đường thủy tự nhiên được mở rộng bằng cách xây đập chắn hồ Gatún, chảy về phía tây khoảng 8,5 km (5,3 dặm), hợp nhất vào hồ Gatún.
- Hồ Gatún, một hồ nhân tạo được tạo ra nhờ xây đập Gatún, đưa tàu thuyền đi thêm 24,2 km (15,0 dặm) xuyên qua eo đất.
- Âu thuyền Gatún, một âu thuyền bậc thang ba tầng dài 1,9 km (1,2 dặm), hạ tàu thuyền trở lại xuống tới mực nước biển.
- Một kênh dài 3,2 km (2,0 dặm) tạo thành lối đi tới các âu thuyền từ phía Đại Tây Dương.
- Vịnh Limón (Bahía Limón), một bến tàu tự nhiên lớn, cung cấp nơi neo đậu cho một số tàu thuyền chờ quá cảnh và quãng đường đi dài 8,7 km (5,4 dặm) tới đê chắn sóng phía bên ngoài.

## Lịch sử

### Các đề xuất ban đầu ở Panama [ sửa nguồn ]
Hình ảnh vệ tinh hiển thị vị trí của Kênh đào Panama: Những khu rừng rậm rạp có màu xanh lục.
Ghi chép sớm nhất về một kênh đào qua eo đất Panama là vào năm 1534, khi Charles V , Hoàng đế La Mã Thần thánh và Vua Tây Ban Nha, ra lệnh khảo sát một tuyến đường qua châu Mỹ để dễ dàng hành trình cho tàu bè đi lại giữa Tây Ban Nha và Peru . Người Tây Ban Nha đang tìm cách giành được lợi thế quân sự trước người Bồ Đào Nha. 
Vào năm 1668, bác sĩ và nhà triết học người Anh, Ngài Thomas Browne đã suy đoán trong tác phẩm bách khoa của mình, Pseudodoxia Epidemica , rằng "một số eo đất đã bị biển nhấn chìm và những eo đất khác bị cắt bởi thuổng: Và nếu chính sách cho phép, thì Panama ở Mỹ xứng đáng nhất với nỗ lực này: nó rộng hơn vài dặm, và sẽ mở ra một con đường ngắn hơn đối với Đông Ấn và Trung Quốc ". 
Năm 1788, Thomas Jefferson người Mỹ , lúc đó là Bộ trưởng của Pháp, gợi ý rằng người Tây Ban Nha nên xây dựng kênh đào, vì họ đã kiểm soát các thuộc địa nơi nó sẽ được xây dựng. Ông nói rằng đây sẽ là một tuyến đường ít nguy hiểm cho tàu bè hơn là đi vòng quanh cực nam của Nam Mỹ, và các dòng hải lưu nhiệt đới sẽ tự nhiên mở rộng kênh đào sau khi xây dựng.  Trong một chuyến thám hiểm từ năm 1788 đến năm 1793, Alessandro Malaspina đã vạch ra kế hoạch xây dựng một con kênh.  Với vị trí chiến lược của Panama, và tiềm năng của eo đất hẹp ngăn cách hai đại dương lớn, các liên kết thương mại khác trong khu vực đã được nỗ lực trong những năm qua. Kế hoạch Darien xấu số được đưa ra bởiVương quốc Scotland vào năm 1698 để thiết lập một tuyến đường thương mại trên bộ. Nói chung, các điều kiện khắc nghiệt đã cản trở nỗ lực và nó đã bị bỏ rơi vào tháng 4 năm 1700. 
Nhiều kênh đào đã được xây dựng ở các quốc gia khác vào cuối thế kỷ 18 và đầu thế kỷ 19. Sự thành công của Kênh đào Erie qua trung tâm New York của Hoa Kỳ trong những năm 1820 và sự sụp đổ của Đế chế Tây Ban Nha ở Châu Mỹ Latinh đã khiến người Mỹ ngày càng quan tâm đến việc xây dựng một kênh đào xuyên đại dương. Bắt đầu từ năm 1826, các quan chức Hoa Kỳ bắt đầu đàm phán với Gran Colombia ( Colombia , Venezuela , Ecuador và Panama ngày nay), với hy vọng đạt được một nhượng bộ để xây dựng một con kênh. Tổng thống Simón Bolívar ghen tị với nền độc lập mới giành được của họ và lo sợ sự thống trị của Hoa Kỳ hùng mạnh hơnvà các quan chức New Granada đã từ chối lời đề nghị của Mỹ. Sau sự sụp đổ của Gran Colombia, New Granada vẫn không ổn định dưới những âm mưu liên tục của chính phủ. [ cần dẫn nguồn ]
Vương quốc Anh đã cố gắng phát triển một con kênh vào năm 1843. Theo New-York Daily Tribune , ngày 24 tháng 8 năm 1843, Barings of London và Cộng hòa New Granada đã ký một hợp đồng xây dựng một con kênh qua eo đất Darien (eo đất của Panama). Họ gọi nó là Kênh đào Đại Tây Dương và Thái Bình Dương, và đó là một nỗ lực hoàn toàn của Anh. Dự kiến hoàn thành trong năm năm, kế hoạch này đã không bao giờ được thực hiện. Gần như cùng lúc đó, các ý tưởng khác đã được đưa ra, bao gồm một con kênh (và / hoặc một tuyến đường sắt) băng qua eo đất Tehuantepec của Mexico . Điều đó cũng không phát triển. 
Năm 1846, Hiệp ước Mallarino-Bidlack , được đàm phán giữa Hoa Kỳ và New Granada , trao cho Hoa Kỳ quyền quá cảnh và quyền can thiệp quân sự vào eo đất. Năm 1848, việc phát hiện ra vàng ở California , trên Bờ Tây của Hoa Kỳ, đã tạo ra mối quan tâm mới đối với một con kênh băng qua Đại Tây Dương và Thái Bình Dương. William H. Aspinwall, người đã giành được khoản trợ cấp liên bang để xây dựng và vận hành các tàu hơi nước đưa thư ở Thái Bình Dương vào cùng thời điểm, được hưởng lợi từ việc phát hiện ra vàng. Tuyến đường của Aspinwall bao gồm các chân tàu hơi nước từ Thành phố New York đến Panama, và từ Panama đến California, với một cảng đường bộ qua Panama. Tuyến đường với chặng trên bộ ở Panama đã sớm được đi lại thường xuyên, vì nó cung cấp một trong những kết nối nhanh nhất giữa San Francisco, California và các thành phố Bờ Đông , tổng cộng khoảng 40 ngày vận chuyển. Gần như tất cả số vàng được vận chuyển ra khỏi California đều đi bằng tuyến đường nhanh Panama. Một số tàu hơi nước có cánh khuấy mới và lớn hơn đã sớm hoạt động trên tuyến đường mới này, bao gồm các tuyến tàu hơi nước tư nhân thuộc sở hữu của doanh nhân người Mỹ Cornelius Vanderbilt , sử dụng một tuyến đường bộ xuyên quaNicaragua .  [ cần trang ]
Năm 1850, Hoa Kỳ bắt đầu xây dựng Đường sắt Panama (nay gọi là Đường sắt Panama) để băng qua eo đất; nó mở cửa vào năm 1855. Đường liên kết trên bộ này đã trở thành một phần quan trọng của cơ sở hạ tầng Tây Bán cầu, tạo thuận lợi đáng kể cho thương mại. Tuyến kênh sau đó được xây dựng song song với nó, vì nó đã giúp phát quang những khu rừng rậm rạp. [ cần dẫn nguồn ] Mục tiêu vẫn là tuyến đường toàn nước giữa các đại dương. Năm 1855 , William Kennish , một kỹ sư người Manx làm việc cho chính phủ Hoa Kỳ, đã khảo sát eo đất này và đưa ra một báo cáo về tuyến đường cho Kênh đào Panama được đề xuất.  Báo cáo của ông đã được xuất bản thành một cuốn sách có tựa đềKhả năng thực hành và Tầm quan trọng của Kênh Tàu để Kết nối Đại Tây Dương và Thái Bình Dương .  [ trang cần ]

Năm 1876, Lucien Napoléon Bonaparte Wyse và phụ tá chính của ông ta là Armand Réclus, đều là sĩ quan và kỹ sư của Hải quân Pháp , đã khám phá một số tuyến đường trong vùng Darien-Atrato, và đưa ra đề xuất bao gồm cả việc xây dựng các đường hầm và âu thuyền.  [ trang cần ] Chuyến thăm khám phá Isthmian thứ hai bắt đầu vào ngày 6 tháng 12 năm 1877, nơi hai tuyến được khám phá ở Panama, tuyến San Blas và tuyến từ Vịnh Limon đến Thành phố Panama, tuyến Kênh hiện tại. Người Pháp đã đạt được thành công trong việc xây dựng kênh đào Suez ở Trung Đông. Mặc dù đây là một dự án kéo dài, nhưng họ được khuyến khích lập kế hoạch xây dựng một con kênh để băng qua eo đất Panama. Wyse đến Bogota và vào ngày 20 tháng 3 năm 1878, ký một hiệp ước, nhân danh Hiệp hội quốc tế Société Civile Internationale du Canal Interocéanique par l'isthme du Darien do tướng Étienne Türr đứng đầu, với chính phủ Colombia, được gọi là nhượng bộ Wyse, để xây dựng một kênh đào xuyên đại dương qua Panama.

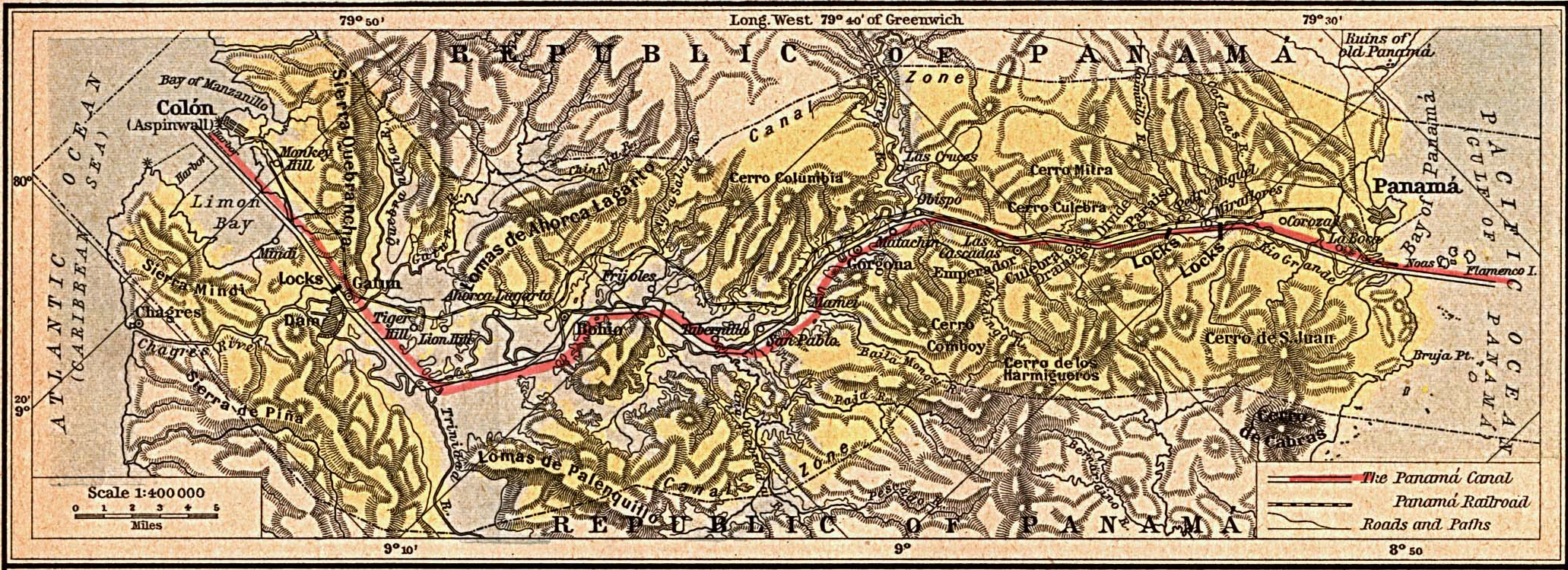
Bản đồ cao độ thực hiện năm 1923 phác họa địa hình dọc chiều dài con kênh

## Lệ phí

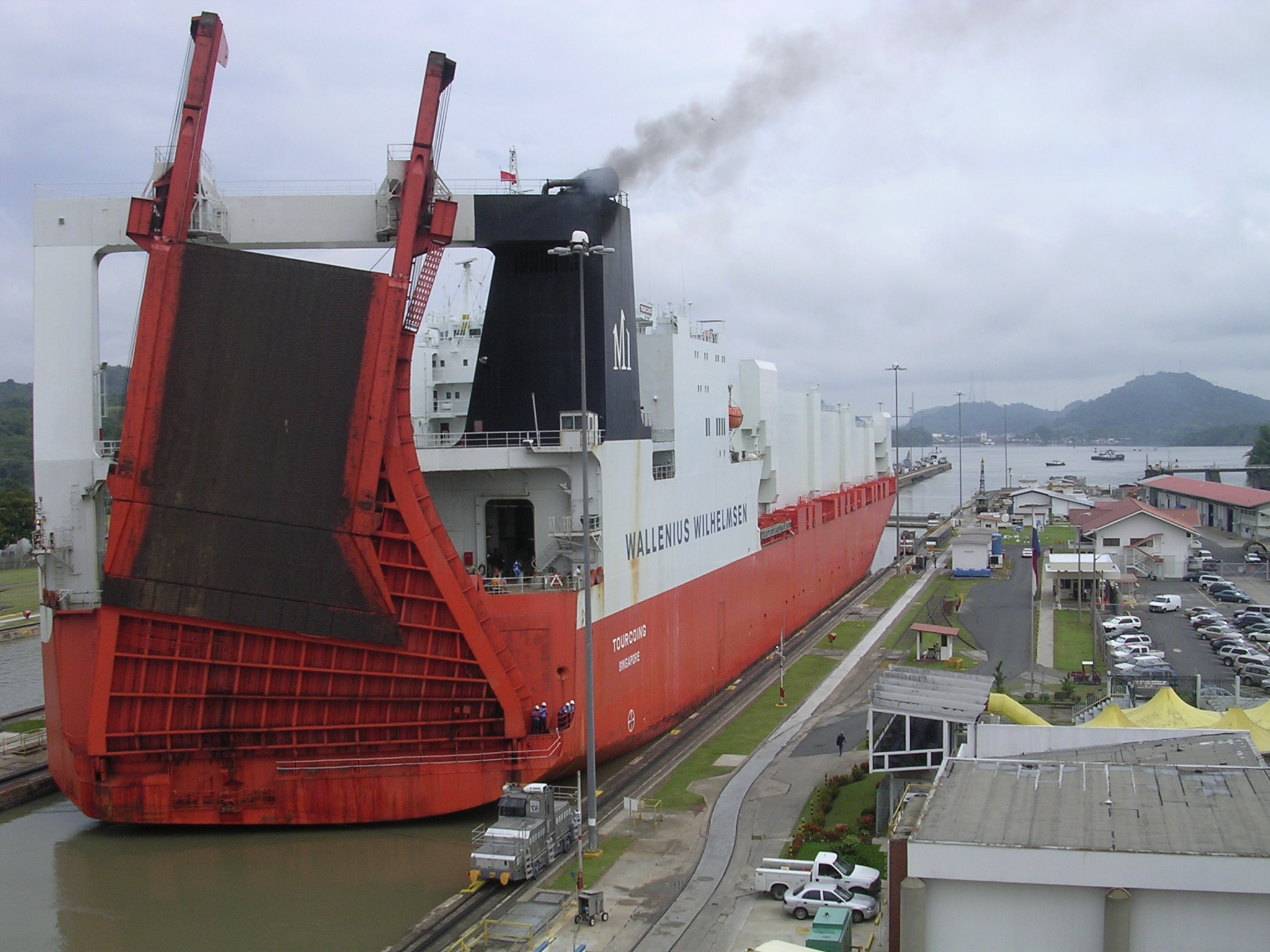
Các tàu chuyên chở RORO, như tàu này, tại âu thuyền Miraflores, là một trong những tàu lớn nhất có thể đi qua kênh đào.

Các mức lệ phí để đi qua kênh đào này do Cục quản lý kênh đào Panama quyết định và nó dựa trên kiểu và kích thước tàu cũng như loại hình hàng hóa chuyên chở.
Đối với các tàu côngtenơ, mức phí được tính theo "TEU" (đơn vị tương đương côngtenơ 20 ft), nó là kích thước của côngtenơ 20 ft tiêu chuẩn (20 ft x 8 ft x 8,5 ft hay 6 m x 2,4 m x 2,6 m). Có hiệu lực từ ngày 1 tháng 5 năm 2006, mức phí này là 49 USD/TEU. Người ta có kế hoạch nâng mức phí này thành 54 USD vào ngày 1 tháng 5 năm 2007. Một tàu côngtenơ Panamax có thể chuyên chở tới 4.400 TEU. Mức phí miễn giảm được tính cho các tàu côngtenơ khi chở "đồ dằn"; nghĩa là khi không có hàng (không có hành khách hoặc hàng hóa).
Phần lớn các kiểu tàu khác thanh toán phí theo tấn ròng PC/UMS, trong đó một "tấn" trên thực tế là tương đương với dung tích 100 phút khối (2,8 m³). Vào năm 2006, mức phí này là 2,96 USD/tấn đối với 10.000 tấn đầu tiên, 2,90 USD/tấn cho 10.000 tấn kế tiếp và 2,85 USD/tấn cho các tấn sau đó. Giống như đối với tàu côngtenơ, mức phí miễn giảm được dành cho các tàu chuyên chở "đồ dằn".
Các tàu nhỏ được thu phí theo chiều dài của chúng. Vào năm 2006, các mức phí này là:
| Độ dài tàu                                  | Lệ phí    |
| ------------------------------------------- | --------- |
| Tới 15,240 m (50 ft)                        | 500 USD   |
| Trên 15,240 m (50 ft) tới 24,384 m (80 ft)  | 750 USD   |
| Trên 24,384 m (80 ft) tới 30,480 m (100 ft) | 1.000 USD |
| Trên 30,480 m (100 ft)                      | 1.500 USD |

Mức phí cao nhất để đi qua kênh đào cho tới nay được tính vào ngày 30 tháng 5 năm 2006 cho tàu côngtenơ Maersk Dellys với trị giá 249.165,00 USD để đi qua. Mức phí thấp nhất là 36 cent cho nhà thám hiểm người Mỹ Richard Halliburton khi ông này bơi qua kênh đào vào năm 1928. Mức phí trung bình là 54.000 USD.

## Quãng đường
| Tuyến                       | Khoảng cách (hải lý) | Khoảng cách (hải lý) |
| Tuyến                       | Qua Panama           | Vòng qua Nam Mĩ      |
| New York đến San Francisco  | 5263                 | 13107                |
| New York đến Vancouver      | 6051                 | 13907                |
| New York đến Valparaíso     | 1627                 | 8337                 |
| Liverpool đến San Francisco | 7930                 | 13507                |
| New York đến Yokohama       | 9700                 | 13042                |
| New York đến Sydney         | 9692                 | 13051                |
| New York đến Thượng Hải     | 10584                | 12321                |
| New York đến Singapore      | 8885                 | 10141                |
| --------------------------- | -------------------- | -------------------- |

## Các vấn đề hiện tại
Hơn 90 năm kể từ khi mở cửa, kênh đào này vẫn tiếp tục thu được thành công lớn.Mặc dù hàng hải thế giới và kích thước của tàu thuyền cũng như chính chúng đã thay đổi vượt qua khả năng tiếp nhận kể từ khi kênh đào này được thiết kế, nhưng nó vẫn tiếp tục là đầu mối liên kết thiết yếu trong thương mại thế giới, chở nhiều hàng hóa hơn trước đây với chi phí giảm xuống. Tuy nhiên, kênh đào này cũng đối mặt với một số vấn đề tiềm tàng.

### Hiệu quả và bảo trì
Có một số e ngại rằng hiệu quả và sự bảo trì có thể trở nên tồi tệ hơn sau khi người Mỹ rút đi; tuy nhiên, điều đó đã không xảy ra, và hiệu quả của kênh đào dường như được cải thiện hơn dưới sự quản lý của Panama. Canal Waters Time (CWT), là thời gian trung bình để tàu bè đi qua kênh đào, bao gồm cả thời gian chờ đợi, là một chỉ số quan trọng trong tính hiệu quả; mà theo như ACP thì CWT đang giảm xuống. Cùng lúc đó, tỷ lệ các tai nạn cũng ở mức thấp.
Lượng hàng hóa nhập khẩu từ châu Á đang gia tăng mà trước đây được bốc xếp tại các cảng ven biển phía tây Hoa Kỳ thì ngày nay được chuyên chở thông qua kênh đào để về phía bờ biển phía đông. Tổng lượng tàu quá cảnh trong năm tài chính 1999 là 14.336; giảm xuống 13.154 vào năm 2003, một phần là do các yếu tố kinh tế toàn cầu, nhưng đã tăng lên 14.194 năm 2006 (năm tài chính của kênh đào từ tháng 10 năm trước tới tháng 9 năm sau). Tuy nhiên, nó được kết hợp với sự gia tăng vững chắc trong kích thước trung bình của tàu và trong số lượng các tàu Panamax quá cảnh, vì thế tổng trọng tải qua kênh đào đã tăng đều từ 227,9 triệu tấn PC/UMS trong năm tài chính 1999 tới 296,0 triệu tấn vào năm 2006. Dù chịu ảnh hưởng tiêu cực của kích thước tàu đối với tần suất quá cảnh (ví dụ, các tàu lớn không có khả năng đi qua đường xẻ Gaillard), nhưng nó vẫn cho thấy một sự gia tăng tổng thể đáng kể trong sức chuyên chở của kênh đào, mặc dù tổng số quá cảnh giảm xuống. Kênh đào này đạt kỷ lục lưu thông vào ngày 13 tháng 3 năm 2006, khi có 1.070.023 tấn PC/UMS quá cảnh trong ngày, vượt qua kỷ lục cũ 1.005.551 tấn PC/UMS lập vào ngày 16 tháng 3 năm 2004.
Cục quản lý kênh đào đã đầu tư khoảng 1 tỷ USD để mở rộng và hiện đại hóa kênh đào, với mục tiêu tăng khả năng chuyên chở lên 20%. Cục quản lý kênh đào cũng đề cập tới một loạt các hoàn thiện chủ yếu, bao gồm mở rộng và uốn thẳng đường xẻ Gaillard để giảm các hạn chế đối với tàu thuyền đi ngang qua, nạo vét kênh dẫn lái tại hồ Gatún để làm giảm các hạn chế do bùn lắng và cải thiện việc cấp nước, cũng như việc nạo vét các lối vào kênh đào từ Đại Tây Dương và Thái Bình Dương. Các công việc này được hỗ trợ bằng các tàu thuyền mới, như xà lan khoan mới hay các tàu nạo vét kiểu hút và sự gia tăng của đội tàu kéo lên 20%. Ngoài ra, các hoàn thiện cũng được thực hiện đối với máy móc vận hành kênh đào, bao gồm sự gia tăng và hoàn thiện của đội tàu hỏa kéo, thay thế trên 16 km đường ray của đoàn tàu hỏa kéo, cũng như các máy móc thiết bị kiểm soát âu thuyền mới. Các hoàn thiện cũng được thực hiện đối với hệ thống kiểm soát lưu thông để cho phép kiểm soát hiệu quả hơn đối với tàu thuyền trong kênh đào.
Việc rút đi của người Mỹ đã cho phép Panama bán lượng điện dư thừa được sản xuất từ các đập nước của kênh đào, điều mà trước đây chính quyền Hoa Kỳ ngăn cấm. Chỉ 25% lượng điện do các nhà máy thủy điện trong hệ thống kênh đào sản sinh ra đã đủ để vận hành kênh đào này.

### Sức chuyên chở
Kênh đào hiện nay có thể chấp nhận giao thông tàu thuyền nhiều hơn so với khả năng mà những người xây dựng ra nó có thể mường tượng. Năm 1934, người ta ước tính rằng khả năng chuyên chở tối đa của nó là khoảng 80 triệu tấn một năm; mà như đã biết, lưu thông của kênh đào này năm 2005 là khoảng 278,8 triệu tấn hàng hải.
Dù cho các lợi ích được thực hiện là có hiệu quả, nhưng kênh đào này sẽ nhanh chóng đạt tới khả năng cực đại của nó. Một phức tạp bổ sung là tỷ lệ các quá cảnh tàu bè lớn (gần với kích thước Panamax) đang gia tăng vững chắc; điều này có thể tiếp tục làm giảm số lượng quá cảnh, thậm chí nếu như trọng tải hàng hóa vẫn tăng. Trong bất kỳ trường hợp nào, nếu kênh đào còn tiếp tục phục vụ cho nhu cầu hàng hải thế giới thì cần phải làm tăng khả năng chuyên chở của nó.

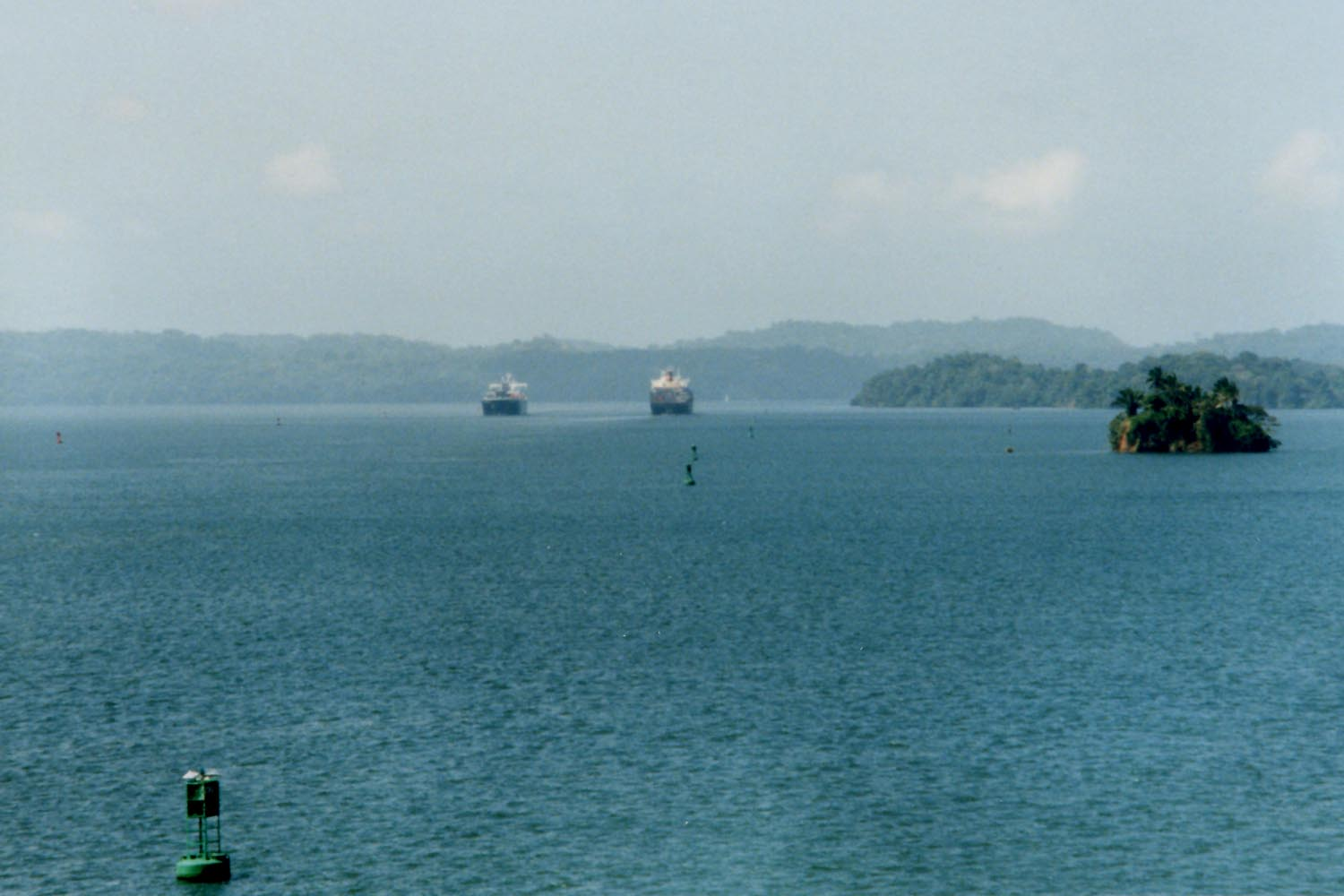
Hồ Gatún, chụp năm 2000, đang khó khăn trong việc cấp nước cho hoạt động của kênh đào.

### Cạnh tranh
Mặc dù có được ví trí đặc quyền đặc lợi trong nhiều năm, nhưng kênh đào vẫn đang phải đối mặt với sự cạnh tranh đang gia tăng từ các nguồn khác. Mặc dù không rõ ràng, nhưng các suy đoán vẫn tiếp diễn về khả năng xây dựng kênh đào mới qua Mexico, Colombia hay Nicaragua có khả năng chấp nhận các tàu thuyền hậu Panamax, cũng như hai đề xuất tư nhân về việc xây dựng đường sắt nối các cảng ở hai bờ.
Các nhà phê bình cũng lên tiếng về sự e ngại của họ liên quan tới kế hoạch tăng mức lệ phí qua kênh đào, cho rằng kênh đào Suez có thể trở thành sự thay thế chấp nhận được cho hàng hóa có hành trình từ châu Á tới bờ biển phía đông Hoa Kỳ. Tuy nhiên, nhu cầu về kênh đào Panama vẫn tiếp tục tăng lên.
Tốc độ tan chảy của băng tại Bắc Băng Dương đang gia tăng cũng dẫn tới suy đoán rằng Hành lang Tây Bắc có thể trở thành chấp nhận được cho vận tải thương mại ở một thời điểm nào đó trong tương lai. Hành trình này có thể tiết kiệm 9.300 km (5.800 dặm) trên lộ trình từ châu Á tới châu Âu khi so sánh với việc đi qua kênh đào Panama, có thể dẫn tới sự suy giảm một số lưu thông theo hành trình này. Tuy nhiên, hành trình như thế vẫn còn nhiều vấn đề đáng kể do băng, cũng như các vấn đề về lãnh thổ vẫn chưa giải quyết xong,.

### Các vấn đề về nước
Một vấn đề đáng kể là sự suy giảm lượng nước trung bình của hồ Gatún, chủ yếu là do chặt phá rừng. 52 triệu galông nước ngọt từ hồ bị chảy ra biển qua các âu thuyền mỗi khi có tàu thuyền quá cảnh qua kênh đào; và mặc dù tại đây có đủ lượng mưa hàng năm để bù đắp lại lượng nước mà kênh đào sử dụng trong năm, nhưng bản chất theo mùa của mưa có nghĩa là nước cần phải được tích trữ từ mùa mưa này cho tới mùa mưa sau. Mặc dù hồ Gatún có thể tích trữ một số trong lượng nước mưa này, nhưng các cánh rừng mưa đóng vai trò quan trọng trong việc hấp thụ lượng nước mưa này để sau đó giải phóng dần chúng với một tốc độ vừa phải vào hồ. Với việc suy giảm thảm thực vật, nước mưa nhanh chóng chảy qua các sườn núi không còn rừng vào hồ, mà từ đó lượng nước dư thừa phải tháo ra biển. Điều này dẫn tới sự sụt giảm lượng nước trong mùa khô, khi có tương đối ít nước chảy vào hồ. Việc chặt phá rừng cũng làm cho phù sa dễ bị xói mòn từ khu vực quanh hồ Gatún và lắng đọng dưới đáy hồ, làm giảm dung tích của nó.

## Tương lai
Với nhu cầu đang tăng lên, kênh đào vẫn là một đặc trưng đáng kể trong hàng hải thế giới trong tương lai có thể thấy trước. Tuy nhiên, các thay đổi trong các kiểu mẫu tàu thuyền; cụ thể là sự gia tăng của tàu hậu Panamax; sẽ dẫn tới sự cần thiết phải thay đổi kênh đào nếu nó vẫn muốn duy trì một thị phần đáng kể. Người ta tiên đoán rằng vào năm 2011, 37% lượng tàu côngtenơ của thế giới là quá to đối với kênh đào này như ở tình trạng hiện nay, và vì thế thất bại trong việc mở rộng kênh đào có thể làm mất đi một thị phần đáng kể. Khả năng chuyên chở tối đa mà kênh đào hiện tại có thể gánh vác được, với tính toán tới các công việc hoàn thiện tương đối nhỏ, được ước tính là khoảng 330 tới 340 triệu tấn PC/UMS một năm; người ta cũng dự đoán rằng khả năng chuyên chở này có thể đạt tới vào khoảng thời kỳ 2009-2012. Gần 50% tàu thuyền quá cảnh qua kênh đào đã sử dụng hết chiều rộng toàn phần của các âu thuyền.
Một kế hoạch mở rộng tương tự như kế hoạch âu thuyền thứ ba năm 1939, để cho phép một lượng quá cảnh lớn hơn và khả năng tiếp nhận các tàu lớn hơn, đã được nghiên cứu xem xét một thời gian. Ngày 4 tháng 4 năm 2006, BBC thông báo rằng kế hoạch mở rộng này đã được chính quyền Panama thông qua. Đề nghị mở rộng kênh đào này đã được phê chuẩn tại cuộc trưng cầu dân ý với khoảng 80% người đồng ý vào ngày 22 tháng 10 năm 2006.

### Dự án tổ hợp âu thuyền thứ ba
Kế hoạch hiện tại là cho hai âu thuyền bậc thang mới: một ở phía đông của âu thuyền Gatún đang hoạt động và một ở phía tây nam của âu thuyền Miraflores, mỗi âu thuyền sẽ được hỗ trợ bằng các kênh dẫn vào. Mỗi bậc thang sẽ nâng từ mực nước biển trực tiếp lên mức nước của hồ Gatún; các âu thuyền hai tầng đang hoạt động tại Miraflores/Pedro Miguel sẽ không được tái tạo. Các khoang của âu thuyền mới sẽ có đặc trưng là các cổng trượt, được làm kép vì mục đích an toàn và sẽ dài 427 m (1.400 ft), rộng 55 m (180 ft), sâu 18,3 m (60 ft); nó cho phép quá cảnh của các tàu với sườn ngang tới 49 m (160 ft), chiều dài tổng thể tới 366 m (1.200 ft) và khoảng cách từ đường nước tới đáy tàu tới 15 m (50 ft), tương đương với tàu côngtenơ chở khoảng 12.000 côngtenơ 20 ft (dài 6,1 m) hay 12.000 TEU.
Các âu thuyền mới sẽ được hỗ trợ bằng các đường dẫn vào mới, bao gồm kênh dài 6,2 km (3,8 dặm) tại Miraflores từ âu thuyền tới đường xẻ Gaillard, men theo hồ Miraflores. Mỗi kênh này sẽ rộng 218 m (715 ft), là yêu cầu để các tàu hậu Panamax có thể lưu thông trên kênh theo một hướng trong một thời điểm. Đường xẻ Gaillard và kênh qua hồ Gatún sẽ được mở rộng tới không dưới 280 m (918 ft) trên các phần thẳng và không dưới 366 m (1.200 ft) trên các phần cong. Mực nước tối đa trong hồ Gatún sẽ được nâng lên từ độ cao tham chiếu 26,7 m (87,5 ft) thành 27,1 m (89 ft).
Mỗi bậc thang của âu thuyền sẽ kèm theo 9 bồn trũng tái sử dụng nước (3 bồn trên một khoang), mỗi bồn trũng này có kích thước rộng 70 m (230 ft), dài 430 m (1.410 ft) và sâu 5,50 m (18 ft). Các bồn trũng được nuôi nhờ trọng trường này sẽ cho phép 60% lượng nước đã sử dụng trong mỗi lần quá cảnh có thể được tái sử dụng; và như thế các âu thuyền mới sẽ sử dụng tiết kiệm hơn 7% lượng nước cho mỗi lần quá cảnh so với các âu thuyền đang có. Việc nạo vét sâu hồ Gatún cùng việc tăng mực nước tối đa của nó sẽ cung cấp một dung tích lưu trữ nước phụ trội thêm đáng kể. Các biện pháp này có ý định cho phép mở rộng kênh đào để hoạt động mà không cần xây dựng thêm các hồ chứa nước mới.
Chi phí ước tính cho dự án này là 5,25 tỷ USD. Dự án được thiết kế để cho phép sự gia tăng đã dự báo trước trong lưu thông từ 280 triệu tấn PC/UMS vào năm 2005 lên thành gần 510 triệu tấn PC/UMS vào năm 2025; kênh đào đã mở rộng sẽ có khả năng chuyên chở tối đa có thể chịu được là khoảng 600 triệu tấn PC/UMS một năm. Các mức lệ phí vẫn tiếp tục được tính toán dựa trên kích thước tàu và không phụ thuộc vào các âu thuyền được sử dụng.
Các âu thuyền mới được dự kiến sẽ mở cửa cho lưu thông vào năm 2015. Các âu thuyền hiện tại, sẽ là 100 năm tuổi vào thời gian đó, sẽ có cơ hội lớn hơn để bảo trì và được lập dự tính để tiếp tục hoạt động vô hạn định. Một bài báo trong số ra tháng 2 năm 2007 của tạp chí Popular Mechanics đã miêu tả các kế hoạch cho kênh đào, tập trung vào các khía cạnh công nghệ của dự án mở rộng.